# Sociedad Deportiva Urola
La Sociedad Deportiva Urola KE es un club deportivo de España, de las poblaciones de Zumárraga y Villarreal de Urrechua (Guipúzcoa). El club fue fundado en 1971. La SD Urola KE es un club deportivo con secciones de fútbol y ciclismo. El equipo de fútbol juega actualmente en la Regional Preferente de Guipúzcoa.

## Historia
La Sociedad Deportiva Urola es un club deportivo fundado en 1971 en la localidad guipuzcoana de Zumárraga, siendo el club representativo de esta localidad y de la vecina Villarreal de Urrechua. (Ambos municipios están casi unidos y forman en la práctica una única ciudad de 15.000 habitantes). El club debe su nombre al río Urola, que atraviesa los dos municipios haciendo de frontera entre ambos. A la comarca formada por estos dos municipios y la vecina Legazpi se le conoce como Alto Urola.
La Sociedad Deportiva Urola logró ascender hasta la Tercera División y mantenerse durante 5 temporadas en esta categoría entre 1992 y 1997, siendo estos los mejores años de su modesta historia.
En 1999 el club adoptó su actual denominación bilingüe, Sociedad Deportiva Urola/Urola Kirol Elkartea.

## Uniforme
- Uniforme local: Camiseta amarilla, pantalón azul y medias azules.
- Uniforme visitante: Camiseta azul, pantalón azul y medias azules.

## Estadio
El Estadio Municipal de Argixao, situado en Zumárraga fue construido en 1971, coincidiendo con la fundación del club, y ha sido siempre el campo de juego del Urola. Se trata de un estadio con césped de hierba artificial.

## Rivalidad
La rivalidad es histórica con el SD Ilintxa, equipo de la localidad vecina de Legazpi.

## Datos del club
- Temporadas en 1ª: 0
- Temporadas en 2ª: 0
- Temporadas en 2ªB: 0
- Temporadas en 3ª: 5
- Mejor puesto en la liga: 7º (3ª temporada 95-96)

## Historial
- 1971-73: 1ª Regional (Fed.Guipuzcoana)
- 1973-84: Reg.Preferente (Fed.Guipuzcoana)
- 1984-85: 1ª Regional (Fed.Guipuzcoana)
- 1985-92: Reg.Preferente (Fed.Guipuzcoana)
- 1992-97: 3ª División, Grupo IV
- 1997-02: Reg.Preferente (Fed.Guipuzcoana)
- 2002-03: 1ª Regional (Fed.Guipuzcoana)
- 2003-05: Reg.Preferente (Fed.Guipuzcoana)
- 2005-06: 1ª Regional (Fed.Guipuzcoana)
- 2006-07: Reg.Preferente (Fed.Guipuzcoana)
- 2007-act: 1ª Regional (Fed.Guipuzcoana)